# Episodi di Agenzia Rockford (prima stagione)
La prima stagione della serie televisiva Agenzia Rockford è stata trasmessa in anteprima negli Stati Uniti d'America dalla NBC dal 27 marzo 1974 al 7 marzo 1975. In Italia viene trasmessa su Italia 1 nel 1982.
| nº | Titolo originale                    | Titolo italiano                            | Prima TV USA      | Prima TV Italia |
| -- | ----------------------------------- | ------------------------------------------ | ----------------- | --------------- |
| 0  | Backlash of the Hunter              | Il giocatore                               | 27 marzo 1974     | 19 aprile 1982  |
| 1  | The Kirkoff Case                    | Il caso Kirkoff                            | 13 settembre 1974 | 1982            |
| 2  | The Dark and Bloody Ground          | Il caso Calhoun                            | 20 settembre 1974 | 1982            |
| 3  | The Countess                        | La contessa                                | 27 settembre 1974 | 1982            |
| 4  | Exit Prentiss Carr                  | Prentiss Carr è morto                      | 4 ottobre 1974    | 1982            |
| 5  | Tall Woman in Red Wagon             | Una ragazza alta in auto rossa             | 11 ottobre 1974   | 1982            |
| 6  | This Case Is Closed (Part I and II) | Il caso è chiuso (prima e seconda parte)   | 18 ottobre 1974   | 1982            |
| 7  | This Case Is Closed (Part I and II) | Il caso è chiuso (prima e seconda parte)   | 18 ottobre 1974   | 1982            |
| 8  | The Big Ripoff                      | La grande truffa                           | 25 ottobre 1974   | 1982            |
| 9  | Find Me If You Can                  | Trovami se puoi                            | 1º novembre 1974  | 1982            |
| 10 | In Pursuit of Carol Thorne          | All'inseguimento di Carol Thorne           | 8 novembre 1974   | 1982            |
| 11 | The Dexter Crisis                   | Crisi di Dexter                            | 15 novembre 1974  | 1982            |
| 12 | Caledonia - It's Worth a Fortune!   | Cara Jolene                                | 6 dicembre 1974   | 1982            |
| 13 | Profit and Loss, Part 1 & 2         | Profitto e perdita (prima e seconda parte) | 20 dicembre 1974  | 1982            |
| 14 | Profit and Loss, Part 1 & 2         | Profitto e perdita (prima e seconda parte) | 27 dicembre 1974  | 1982            |
| 15 | Aura Lee, Farewell                  | La ragazza del motel                       | 3 gennaio 1975    | 1982            |
| 16 | Sleight of Hand                     | Gioco di prestigio                         | 17 gennaio 1975   | 1982            |
| 17 | Counter Gambit                      | Le mie scuse sig. Rockford                 | 24 gennaio 1975   | 1982            |
| 18 | Claire                              | Claire                                     | 31 gennaio 1975   | 1982            |
| 19 | Say Goodbye to Jennifer             | Date l'addio a Jennifer                    | 7 febbraio 1975   | 1982            |
| 20 | Charlie Harris at Large             | Niente scandali, Prego                     | 14 febbraio 1975  | 1982            |
| 21 | The Four Pound Brick                | Un pane da quattro libbre                  | 21 febbraio 1975  | 1982            |
| 22 | Just by Accident                    | Solo un incidente                          | 28 febbraio 1975  | 1982            |
| 23 | Roundabout                          | Il giro vizioso                            | 7 marzo 1975      | 1982            |

## Il giocatore
- Titolo originale: Backlash of the Hunter
- Diretto da: Richard T. Heffron
- Scritto da: Roy Huggins (soggetto) e Stephen J. Cannell (sceneggiatura)

### Trama
Jim Rockford, noto investigatore privato recentemente uscito di prigione per omicidio colposo, aiuta una ragazza il cui padre è stato ucciso e la polizia ha archiviato il caso diventando freddo. Così Jim indaga sull'omicidio.
Guest star: Lindsay Wagner

## Il caso Kirkoff
- Titolo originale: The Kirkoff Case
- Diretto da: Lou Antonio
- Scritto da: John Thomas James e Stephen J. Cannell

### Trama
Rockford, assunto da un giovane ricco erede per indagare sull'omicidio dei suoi genitori, segue la amante del defunto padre nonché una cacciatrice d'oro fino alla sede di un sindacato gestito da un boss mafioso e scopre che la polizia intende impedire l'omicidio di un erede.

## Il caso Calhoun
- Titolo originale: The Dark and Bloody Ground
- Diretto da: Michael Schultz
- Scritto da: John Thomas James e Juanita Bartlett

### Trama
Rockford viene assunto dal suo avvocato per indagare su un omicidio per il quale è stato accusato uno dei suoi clienti e collega l'omicidio ai diritti cinematografici di un romanzo bestseller.

## La contessa
- Titolo originale: The Countess
- Diretto da: Russ Mayberry
- Scritto da: John Thomas James e Stephen J. Cannell

### Trama
Rockford viene assunto da una donna per occuparsi del suo estorsore, ma quando quest'ultimo viene ucciso, Rockford viene sospettato del suo omicidio e entra anche nella lista dei mafiosi in cui era associato la vittima.

## Prentiss Carr è morto
- Titolo originale: Exit Prentiss Carr
- Diretto da: Alex Grasshoff
- Scritto da: John Thomas James e Juanita Bartlett

### Trama
Rockford scopre il marito ucciso di una sua cliente in una stanza d'albergo, ma quando lo denuncia alla polizia, la archiviano come un suicidio. Ma, a complicare le cose è una vecchia fiamma di Rockford che vuole riaccendere la loro relazione.

## Una ragazza alta in auto rossa
- Titolo originale: Tall Woman in Red Wagon
- Diretto da: Jerry London
- Scritto da: John Thomas James e Stephen J. Cannell

### Trama
Rockford viene assunto per trovare un collega scomparso da una giornalista, ma lui scopre che la donna è morta. Rockford interroga il medico che ha firmato un certificato di morte e alcuni criminali affermano che hanno rubato loro dei soldi.

## Il caso è chiuso (prima e seconda parte)
- Titolo originale: This Case Is Closed
- Diretto da: Bernard L. Kowalski
- Scritto da: John Thomas James e Stephen J. Cannell

### Trama
Rockford è stato assunto da un uomo per indagare su un uomo che sua figlia sta per sposare, un viaggio nel New Jersey mette Rockford nei guai con la polizia, ma al ritorno a Los Angeles viene rapito da alcuni criminali. I federali lo spingono a testimoniare contro i teppisti, ma quando il potenziale genero viene ucciso, Rockford rivaluta le sue priorità.

## La grande truffa
- Titolo originale: The Big Ripoff
- Diretto da: Vincent McEveety
- Scritto da: John Thomas James e Robert Hammer

### Trama
L'amante di un uomo morto in circostanze misteriose assume Rockford per provare che sua moglie lo ha ucciso, facendolo sembrare un incidente. Però Rockford crede che l'uomo abbia contattato l'amante e nel frattempo negozia con la compagnia di assicurazioni che ha pagato l'incidente aereo.

## Trovami se puoi
- Titolo originale: Find Me If You Can
- Diretto da: Lawrence Doheny
- Scritto da: John Thomas James e Juanita Bartlett

### Trama
Una donna misteriosa paga in anticipo Rockford per trovare qualcuno: se stessa nonché l'ex compagna di un criminale e vuole essere sicura che non possa essere rintracciata.

## All'inseguimento di Carol Thorne
- Titolo originale: In Pursuit of Carol Thorne
- Diretto da: Charles S. Rubin
- Scritto da: John Thomas James e Stephen J. Cannell

### Trama
Una coppia di anziani assume Rockford per trovare il loro figlio, e per avere una battuta su di lui Rockford inizia a frequentare una recente detenuta in prigione, l'ex ragazza dell'uomo.

## La crisi di Dexter
- Titolo originale: The Dexter Crisis
- Diretto da: Alex Grasshorf
- Scritto da: Gloryette Clark

### Trama
Rockford viene assunto da un magnate degli affari per trovare la sua amante, la sua coinquilina le darà informazioni solo se lui le permetterà di unirsi a lui che li porterà a Las Vegas.

## Cara Jolene
- Titolo originale: Caledonia - It's Worth a Fortune
- Diretto da: Stuart Margolin
- Scritto da: John Thomas James e Juanita Bartlett

### Trama
Una donna assume Rockford per proteggere la sua parte dei $500.000 dollari che suo marito ha sepolto poco prima di essere arrestato. 
- Guest stars: Shelley Fabares e Richard Schaal.

## Profitti e perdite
- Titolo originale: Profit and Loss: Part 1 & 2
- Diretto da: Lawrence Doheny
- Scritto da: John Thomas James e Stephen J. Cannell

### Trama
Un programmatore di computer per Fiscal Dynamics viene rapito mentre stava per assumere Rockford, ma questo quando lo dice alla polizia viene arrestato per aver fatto un falso rapporto alla polizia, ma è stata assunta da una donna per indagare sulla morte sospetta del marito.
- Guest stars: Ned Beatty, Sharon Spelman, Albert Paulsen, Michael Lerner.

## La ragazza del motel
- Titolo originale: Aura Lee, Farewell
- Diretto da: Jackie Cooper
- Scritto da: John Thomas James e Edward J. Lasko

### Trama
Un'autostoppista viene ritrovata morta nel suo appartamento dopo un'avventura di una notte con un senatore dello Stato in motel e una vecchia amica di Rockford lo assume per indagare.
- Guest stars: Lindsay Wagner, Greg Mullavey, Robert Webber.

## Gioco di prestigio
- Titolo originale: Sleight of Hand
- Diretto da: William Ward
- Scritto da: Stephen J. Cannell e Jo Swerling Jr.

### Trama
La fidanzata di Rockford scompare misteriosamente da casa sua dopo che il suo vicino è stato assassinato, il tenente Diehl sospetta che Rockford sia responsabile e vuole che non si occupi del caso, ma Rockford va avanti ignorando l'ordine di Diehl.
- Guest stars: Tom Atkins, Lara Parker, Pat Delany.

## Le mie scuse sig. Rockford
- Titolo originale: Counter Gambit
- Diretto da: Jackie Cooper
- Scritto da: Howard Berk e Juanita Bartlett

### Trama
Un detenuto in procinto di essere rilasciato dalla prigione assume Rockford per ritrovare la sua fidanzata, ma lui viene avvicinato da uno investigatore assicurativo per trovare una collana di perle rubata in possesso della ragazza.
- Guest stars: Stuart Margolin, Mary Frann, Eddie Fontaine, Burn DeBenning.

## Claire
- Titolo originale: Claire
- Diretto da: William Ward
- Scritto da: Edward J. Lasko e Stephen J. Cannell

### Trama
Una vecchia fidanzata di Rockford, lo chiama per proteggerla da due criminali, collegandola ad un poliziotto sotto copertura scomparso.
Guest stars: Linda Evans, Jackie Cooper, William Lance LeGault Sr.

## Date l'addio a Jennifer
- Titolo originale: Say Goodbye to Jennifer
- diretto da: Jackie Cooper
- Scritto da: John Thomas James, Juanita Bartlett e Rudolph Borchert

### Trama
Un compagno dell'esercito di Rockford nonché fotografo, afferma all'ex compagno dell'esercito di aver visto una modella accusata di omicidio a Seattle e lo assume per ritrovarla.
Guest stars: Hector Elizondo, Pamela Hensley, Ken Swofford.

## Niente scandali per favore
- Titolo originale: Charlie Harris at Large
- Diretto da: Russ Mayberry
- Scritto da: John Thomas James e Zekial Marko

### Trama
Un ex compagno di cella di Rockford è sospettato dell'omicidio della moglie, così assume Rockford per trovare un testimone, cioè una donna misteriosa con cui aveva una relazione.
Guest stars: Tony Musante, Diana Muldaur, David Spielberg, Wayne Anderson.

## Un pane da quattro libbre
- Titolo originale: The Four Pound Brick
- Diretto da: Lawrence Doheny
- Scritto da: Leigh Brackett e Juanita Bartlett

### Trama
Un uomo assume Rockford per indagare sull'omicidio di un giovane poliziotto, figlio di una sua amica, ma scopre che il ragazzo era in pericolo e Diehl farà tutto ciò che è in suo potere per sopprimere l'informazione.
Guest stars: Edith Atwater, Tom Atkins, Stuart Margolin, William Watson, Jess Walton.

## Solo un incidente
- Titolo originale: Just by Accident
- Diretto da: Jerry London
- Scritto da: Charles Sailor e Erik Kaldor

### Trama
Una donna d'affari assume Rockford per indagare sulla morte di suo figlio in un incidente automobilistico, contesta che potrebbe essere stato un incidente perché era un pilota professionista, ma scopre una serie di falsi certificati di nascita e una rete di truffatori assicurativi.
Guest stars: Neva Patterson, Steven Keats, Fred Sadoff, E.J.Peaker, David Spielberg.

## Il giro vizioso
- Titolo originale: Roundabout
- Diretto da: Lou Antonio
- Scritto da: Mitchell Lindermann e Edward J. Lasko

### Trama
Rockford viene assunto per consegnare un assegno di $10.000 dollari ad una donna a Las Vegas che vive in povertà come è appreso un direttore di banca, dopo che lei è stata rapita e Rockford aggredito, Rockford stesso scopre che sta facendo il suo manager e quanto siano accurati i suoi libri.
Guest stars: Ron Rifkin, Jesse Welles, Mills Watson, Franck Michael Liu.